# Prezidentské volby ve Finsku 1994
Prezidentské volby ve Finsku 1994 byly prvními volbami prezidenta Finské republiky na šestileté funkční období, které se konaly v systému dvoukolové přímé lidové volby. Prezidentem se stal Martti Ahtisaari.

## Průběh

### První kolo
Prvního kola (16. ledna 1994) se účastnili kandidáti sedmi politických stran a čtyři kandidáti nominovaní sdruženími voličů. Výsledky byly následující:
1. Martti Ahtisaari (Finská sociálně demokratická strana), 828 038 hlasů, tj. 25,9 %
2. Elisabeth Rehn(ová) (Švédská lidová strana), 702 211 hlasů, tj. 22,0 %
3. Paavo Väyrynen (centristé), 623 415 hlasů, tj. 19,5 %
4. Raimo Ilaskivi (Národní koaliční strana), 485 035 hlasů, tj. 15,2 %
5. Keijo Korhonen (sdružení voličů), 186 936 hlasů, tj. 5,8 %
6. Claes Andersson (Levicová strana), 122 820 hlasů, tj. 3,8 %
7. Pertti Virtanen (sdružení voličů), 95 650 hlasů, tj. 3,0 %
8. Eeva Kuuskoski(ová) (sdružení voličů), 82 453 hlasů, tj. 2,6 %
9. Toimi Kankaanniemi (křesťanští demokraté), 31 453 hlasů, tj. 1,0 %
10. Sulo Aittoniemi (Strana finského venkova), 30 622 hlasů, tj. 1,0 %
11. Pekka Tiainen (sdružení voličů), 7 320 hlasů, tj. 0,2 %
Celkem bylo odevzdáno 3 195 953 hlasů, čili hlasovalo 78,4 % voličů. V prvním kole nikdo z kandidátů nedosáhl většinového počtu hlasů (50 % + 1 hlas z odevzdaných).

### Druhé kolo
Do druhého kola (6. února 1994) postoupili první dva kandidáti. Výsledky byly následující:
1. Martti Ahtisaari, 1 722 313, 53,9 %
2. Elisabeth Rehn(ová), 1 475 856, 46,1 %
Celkem bylo odevzdáno 3 198 169 hlasů. čili hlasovalo 78,7 % voličů.